# Buliminella
Buliminella, en ocasiones erróneamente denominado Bulimenella, es un género de foraminífero bentónico de la familia Buliminellidae, de la superfamilia Buliminoidea, del suborden Buliminina y del orden Buliminida. Su especie tipo es Bulimina elegantissima. Su rango cronoestratigráfico abarca desde el Luteciense (Eoceno medio) hasta la Actualidad.

## Discusión
Clasificaciones previas incluían Buliminella en el suborden Rotaliina del orden Rotaliida.

## Clasificación
Se han descrito numerosas especies de Buliminella. Entre las especies más interesantes o más conocidas destacan:
- Buliminella browni
- Buliminella carseyae
- Buliminella elegantissima
- Buliminella missilis
- Buliminella spicata

Un listado completo de las especies descritas en el género Buliminella puede verse en el siguiente anexo.